# Manzoni – Museo della Liberazione
Manzoni – Museo della Liberazione – stacja na linii A metra rzymskiego. Stacja została otwarta w 1980 roku.
Po zakończonym w 2007 roku remoncie nazwę stacji zmieniono dodając do niej człon „Museo della Liberazione”.